# جار الماء المدغشقري
مدغشقر (نبات مائي) (باللاتينية: Aponogeton madagascariensis) هو نبات مائي موطنه مدغشقر وأوراقه صلبة وتشبه الدانتيل، يفضل زراعته في ماء يسر متعادل درجة حرارته من 23 - 25 درجة مئوية وضوء ضعيف نسبيا. يشيع استخدامه في أحواض الأسماك، وهو مهدد بالانقراض في البرية.